# دستور وابستگی
دستور وابستگی (به انگلیسی: Dependency grammar) با کوته‌نوشت DG رده‌ای از نظریه‌های دستور زبانی جدید است که همه اعضای آن رده بر اساس «رابطه وابستگی» هستند (برخلاف «رابطه شامل‌بودن» در دستور زبان ساختار عبارت). دستور وابستگی به کارهای اولیه لوسی‌ین تنی‌یر برمی‌گردد. وابستگی مفهومی است که در آن واحدهای زبانی، مثل واژه‌ها به یکدیگر از طریق پیوندهای مستقیم متصل می شوند. در اینجا فعل (معین) مرکز ساختاری ساختار جمله‌واره درنظرگرفته می‌شود. همه واحدهای نحوی دیگر (واژه‌ها) یا به صورت مستقیم یا غیر مستقیم به فعل، متصل هستند (از طریق پیوند مستقیم، که وابستگی نام دارد). DG ها با  دستور زبان ساختار عبارت متفاوت اند، زیرا DG ها گره گروهی ندارند، اگرچه آن‌ها گروه‌ها را می‌پذیرند. ساختار وابستگی توسط یک رابطه بین واژه (یک سرگروه) و وابسته‌هایش تعیین می‌شود. ساختارهای وابستگی مسطح‌تر از ساختار عبارت‌ها هستند، زیرا آن‌ها ساختارهای گروه فعلی معین ندارند.
دستورهای وابستگی برای تحلیل زبان‌های دارای ترتیب واژه آزاد، مثل چکی و وارل‌پیپری (و نیز زبان فارسی) مناسب هستند.
یکی از نظریه‌های زبان‌شناختی است که در بررسی نحو و دستور زبان به کار می‌رود. مهم‌ترین مفهوم در دستور وابستگی، مفهوم ظرفیت (valence) است.

## تاریخچه
مبانی نظری دستور وابستگی را لوسی‌ین تنی‌یر نخستین بار در کتاب کم‌حجمی با عنوان «گفتارهایی در نحو ساختاری» (۱۹۵۳) معرفی کرد. شرح مفصل این نظریه در سال ۱۹۵۹ پس از مرگ تنی‌یر در کتاب دیگر او با عنوان «مبانی نحو ساختاری» منتشر شد. این نظریه در اروپا و به ویژه در فرانسه، آلمان و روسیه مورد استقبال زبان‌شناسان قرار گرفت و به تدریج مبدل به یکی از مهم‌ترین نظریه‌های نحو در کار تدوین دستور زبان‌های گوناگون و نیز آموزش زبان به خارجی‌ها شد.

## مطالعه بیشتر
- دستور زبان فارسی: براساس نظریهٔ گروه‌های خودگردان در دستور وابستگی، امید طبیب‌زاده، تهران: نشر مرکز، ۱۳۹۱